# 5832 Мартапринсипе
5832 Мартапринсипе (5832 Martaprincipe) — астероїд головного поясу, відкритий 15 червня 1991 року.
Тіссеранів параметр щодо Юпітера — 3,226.